# Fontaines à dévotion
 (mars 2019).

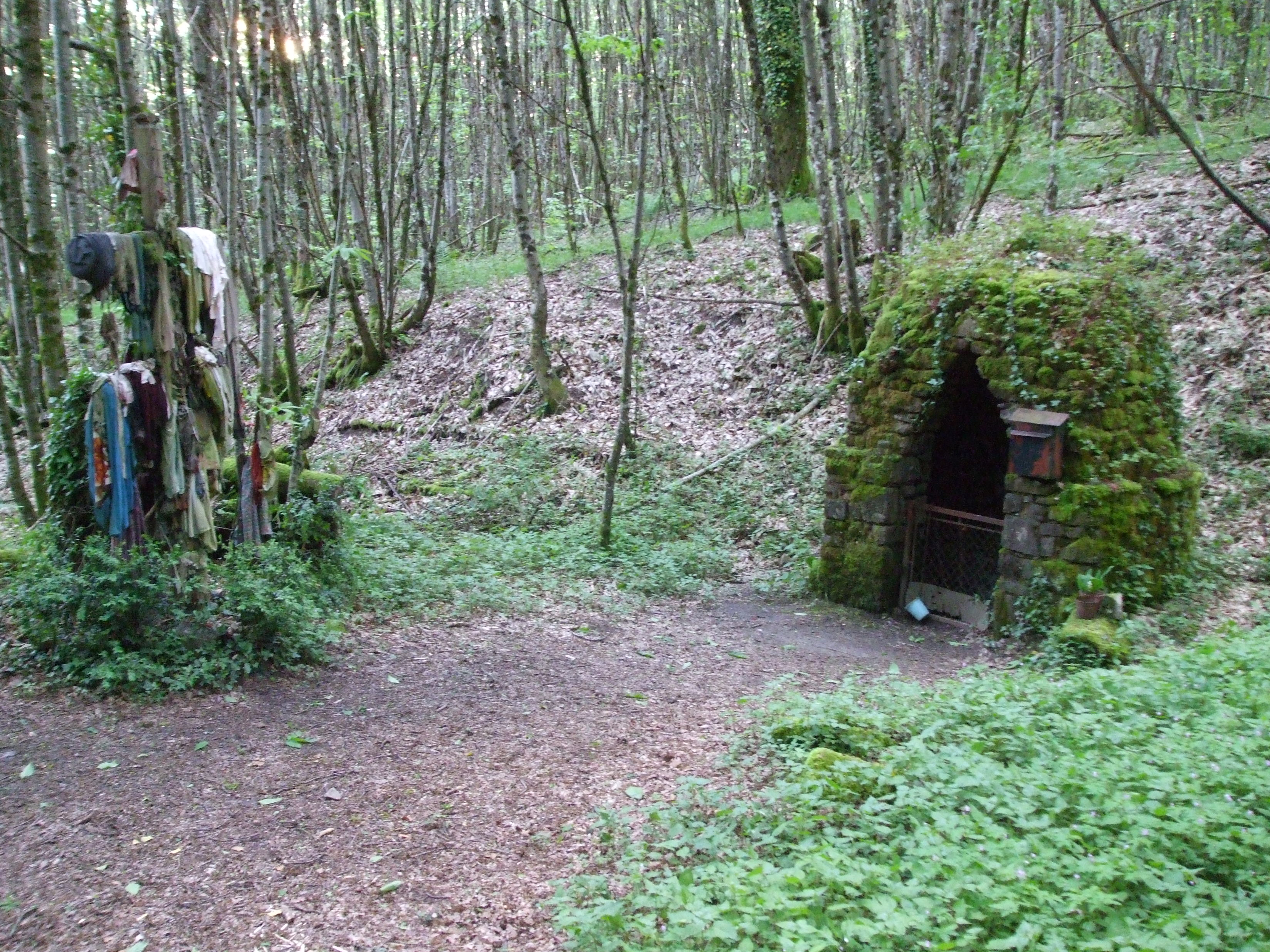
Bonne fontaine de Courbefy, Bussière-Galant.

Les fontaines à dévotion (ou bonnes fontaines, ou fontaines miraculeuses ou encore las bonas fonts en occitan) constituent un patrimoine emblématique des croyances populaires dans plusieurs régions françaises. Leurs origines sont le cas échéant antérieures au christianisme. Elles peuvent encore aujourd'hui faire l'objet de rituels thérapeutiques, en fonction des facultés médicinales ou des bienfaits particuliers qui leur sont attribués par la coutume : guérison des humains ou du bétail, fin d'une sécheresse, obtention d'une faveur, protection des enfants. Elles sont le plus souvent sous le patronage d'un ou plusieurs saints (en France environ 250 saints différents ont leur nom associé à  des fontaines, la Vierge Marie étant de loin la plus invoquée : fontaines Notre-Dame de "X"), situées à proximité d'une église ou d'une chapelle (parfois même à l'intérieur ou dans une crypte), parfois à demi souterraines ou associées à un puits ou à un lavoir.

## Les croyances et les rites liés aux fontaines
Le culte des eaux remonte à la Préhistoire : l'eau de source a toujours été précieuse pour les hommes, elle a été vécue comme un don de la terre et le culte de l'eau, comme celui de la  pierre, est une tradition millénaire ; les religions ont utilisé cette tradition en la plaçant sous le patronage d'un saint.
Les croyances liés aux fontaines sont innombrables (leur origine est souvent expliquée par une légende), leur liste ne peut donc pas être exhaustive. À titre d'exemples on peut s'y rendre pour protéger sa santé ou guérir d'une maladie (maladies des yeux, maladies de peau, rhumatismes, rage, etc.., ou même hâter la mort d'un malade qui souffre), y compris celles des animaux (chevaux, bovins, etc..), pour l'amour (jeunes filles à marier, infidélité, etc..), être enceinte, faire marcher les enfants, prédire l'avenir, faire tomber la pluie, éviter les incendies (foudre, etc..), protéger les marins avant leur départ en mer, etc.
Les rites sont aussi diversifiés : il faut souvent en boire l'eau, ou s'y baigner, ou y jeter des pièces de monnaie ; ou encore en faire le tour un certain nombre (variable selon les endroits) de fois, parfois dans un sens ou une heure ou un jour précis.

## En France
La répartition des fontaines à dévotion établie par Brigitte Caulier dans L'Eau et le Sacré apparaît comme reposant sur l'approche la plus globale d'un phénomène protéiforme. Faisant référence à une estimation de 6 000 des lieux chargés d'une puissance sacrale que les Français auraient élus pour se protéger, elle évalue à au moins 2 000 le nombre de sources visitées pour recouvrer la santé. Le département français des Landes compte 256 fontaines ou sources guérisseuses, soit plus de 10 % des 2 000 fontaines christianisées de France. En Basse-Bretagne Hélène Barazer en a recensé près de 2 000 ave une moyenne de 4 à 5 par paroisse (7 à Le Saint, 6 à Bannalec, 5 à Languidic par exemple).
Brigitte Caulier estime à près d'un millier les fontaines ayant fait l'objet d'une marque de reconnaissance s'exprimant dans une aura légendaire ou l'attribution d'un patronyme sanctoral, visant à les extraire du quotidien. En tout état de cause, les entreprises d'inventaires régionaux ou locaux semblent relever d'initiatives récentes. Ces inventaires peuvent être complétés par de nouvelles découvertes, notamment là où l'hydrographie ou le contexte ethnologique ont favorisé l'étendue du phénomène, comme en Haute-Vienne (Limousin), où 193 fontaines étaient répertoriées en 1970.
D'autres inventaires reposent sur des approches plus sectorielles, comme l'intérêt patrimonial de l'édicule ou édifice aménageant la fontaine, tel qu'il est géré par le ministère de la Culture, ou encore des tentatives de classement en fonction des propriétés attribuées aux fontaines.
L'ambivalence des dévotions aux fontaines, relevant de la sphère religieuse en tant que culte et du domaine médical par les pratiques thérapeutiques, a suscité la confrontation avec les institutions de l'une et de l'autre. Si le maintien des cultes a été relié à la déchristianisation marquée du Limousin, l'ambigüité semble avoir de longue date présidé dans les relations avec l'Église. Condamnées entre la fin de l'Antiquité et Charlemagne comme des séquelles de paganisme, les bonnes fontaines, anciennes ou nouvelles, sont ensuite le cas échéant christianisées, au bas Moyen Âge, sous l'égide d'un saint patron, par l'intégration dans les rituels catholiques romains, avec messe et « vote » patronale collective.
L'absence de propriétés positivement mesurables a conduit pour sa part la science médicale à appréhender le phénomène comme un signe de l'arriération, l'aliénation ou l'oppression des populations rurales. Cette condamnation a pu contribuer à reléguer et, en définitive, dévaluer les fontaines et leurs cultes au domaine de la tradition folklorique, entre vénération passéiste et mépris, résultant l'une comme l'autre de la méconnaissance du phénomène, en l'absence d'étude historique.
Cela n'a pas empêché le maintien des cultes, voire leur renouveau, notamment dans les monts de Châlus, dont le grand nombre de fontaines en a fait un des lieux principaux d'une conservation authentique tant des édicules que des rites dans l'ouest de la Haute-Vienne. Ainsi, s'agissant des dévotions collectives, la municipalité de Cussac a, en 2008, supprimé la fête annuelle du village pour la reporter sur la seule fête des bonnes fontaines au solstice de juin.
De même, à Lageyrat, si la statue de Sainte Quitterie, pratiquement détruite par les piqûres pratiquées au cours de décennies de dévotions, a été retirée de l'église pour être conservée à Châlus, l'association d'animation culturelle Vie Lageyrat a relancé depuis 2006 une fête locale l'avant dernier week-end de mai, mettant en valeur les trois bonnes sources, caractéristiques de la discrétion et de la sobriété des fontaines à recours. La fréquentation des fontaines de Courbefy à Bussière-Galant est mesurable, s'agissant de dévotions individuelles, à la présence en quantité de vêtements déposés selon le rituel sur la croix intégrée au site, auquel les ruines du château, la pente et les taillis confèrent une atmosphère empreinte de mystère.
Entre réappropriation identitaire, tradition profonde mais discrète et attraction gravitationnelle des croyances contemporaines dans des médecines alternatives, la permanence de la sacralisation de l'eau semble assurer un avenir au patrimoine rural longtemps négligé que les fontaines à dévotions constituent.

Quelques fontaines françaises
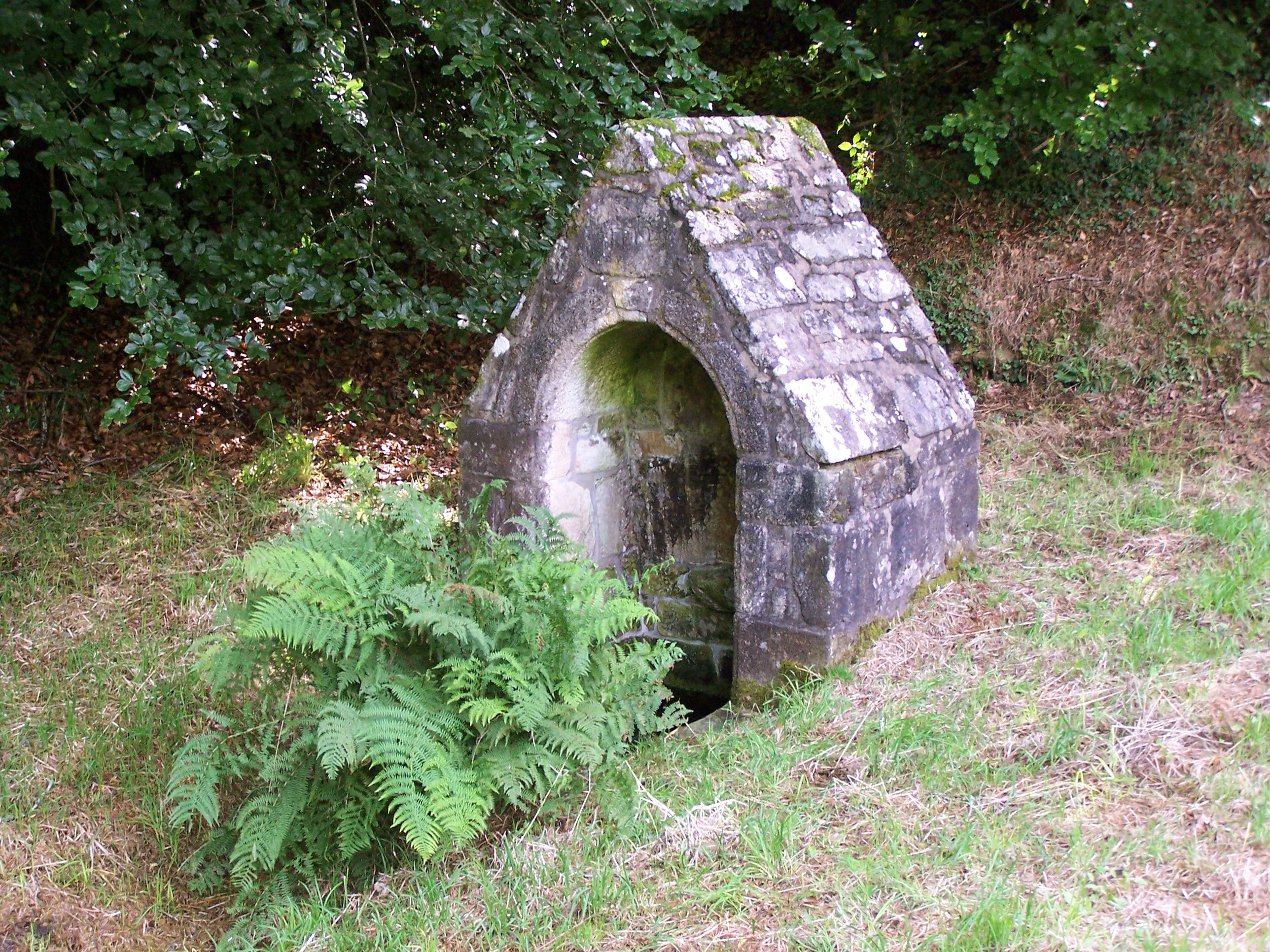
Fontaine guérisseuse de Kernec, de 1772, à Languidic.
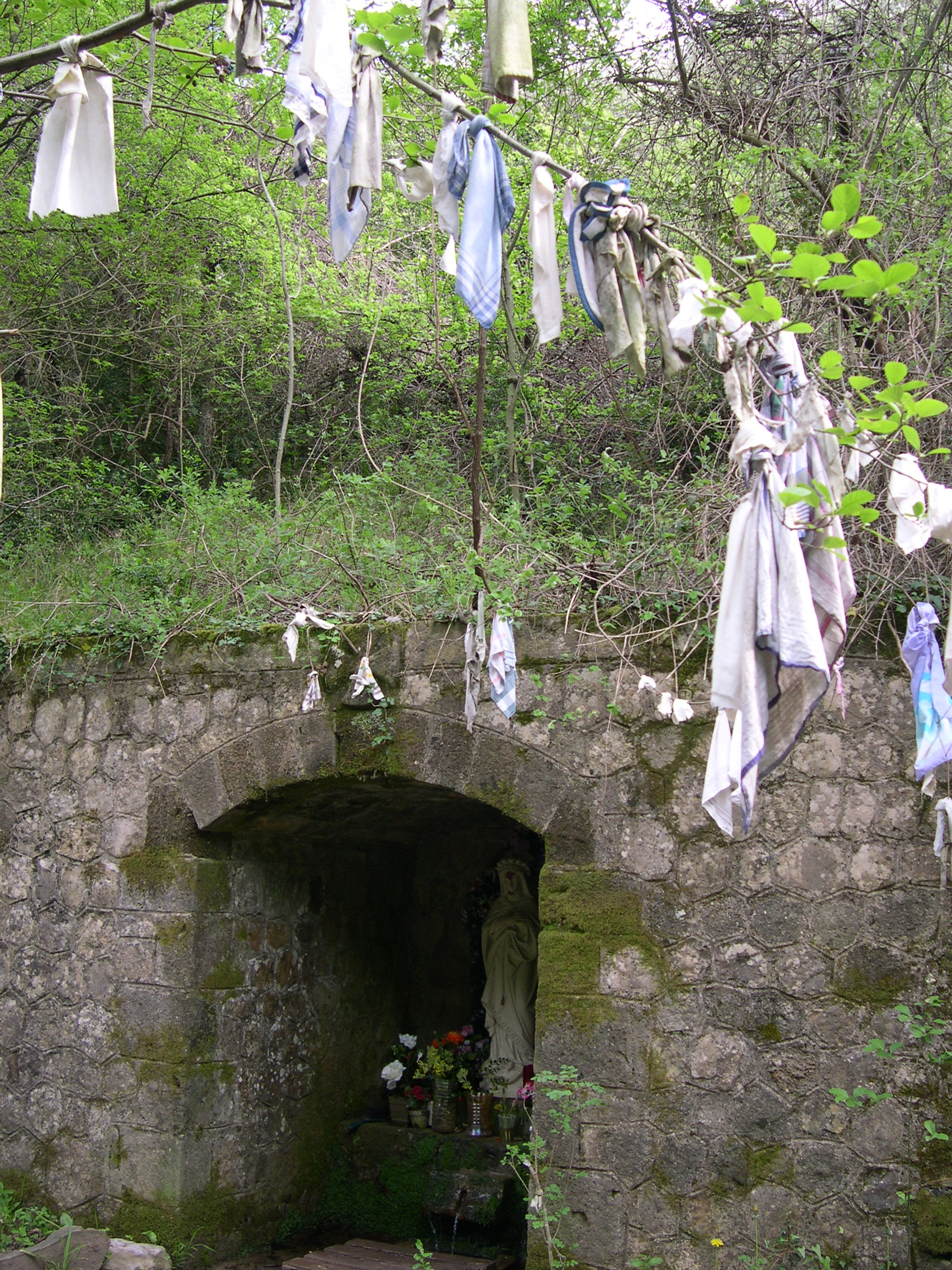
Fontaine miraculeuse près de l'église Notre-Dame de Nize à Lunas.
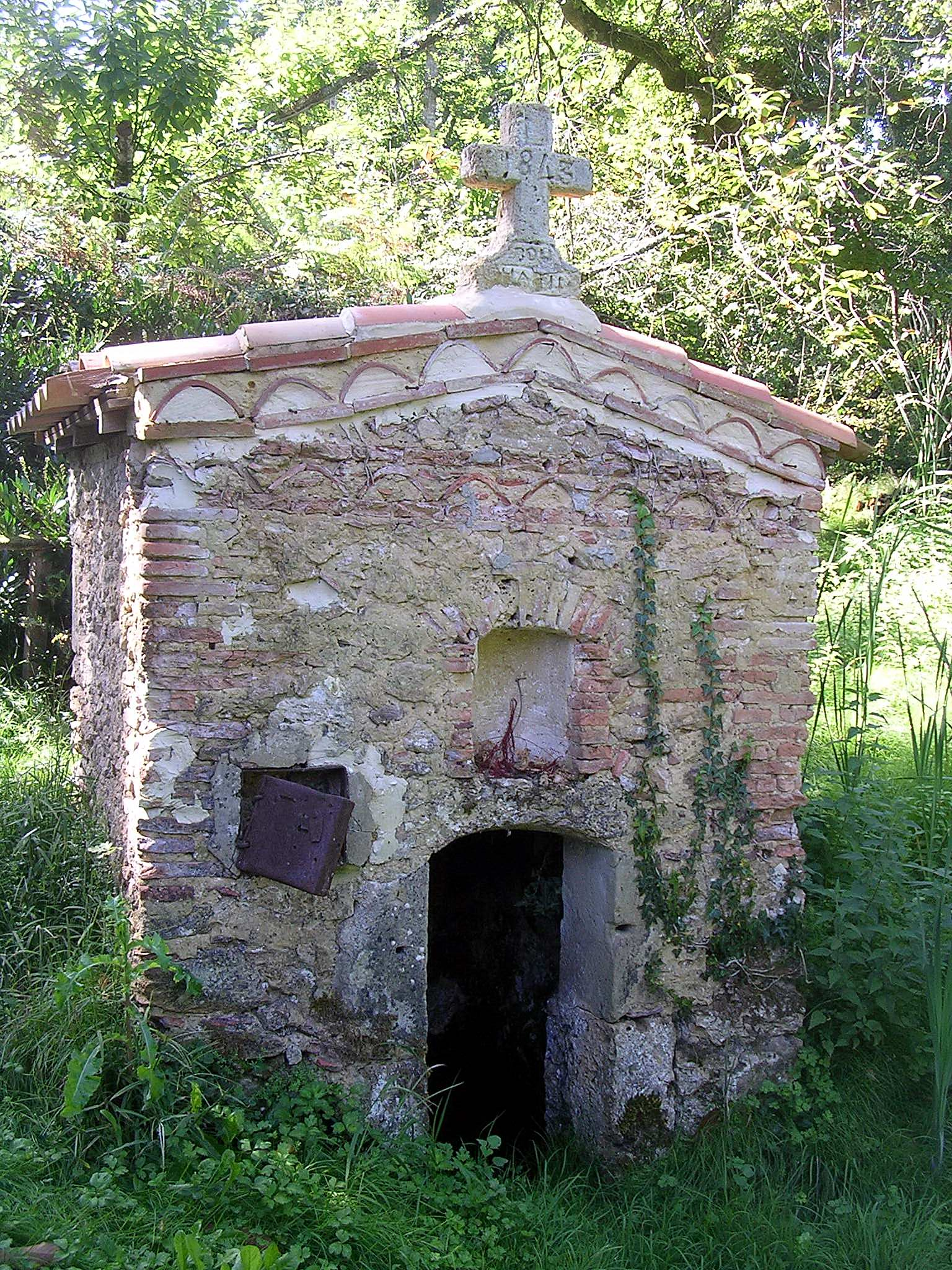
Fontaine Saint-Guirons à Laglorieuse dans les Landes, datée de 1843.
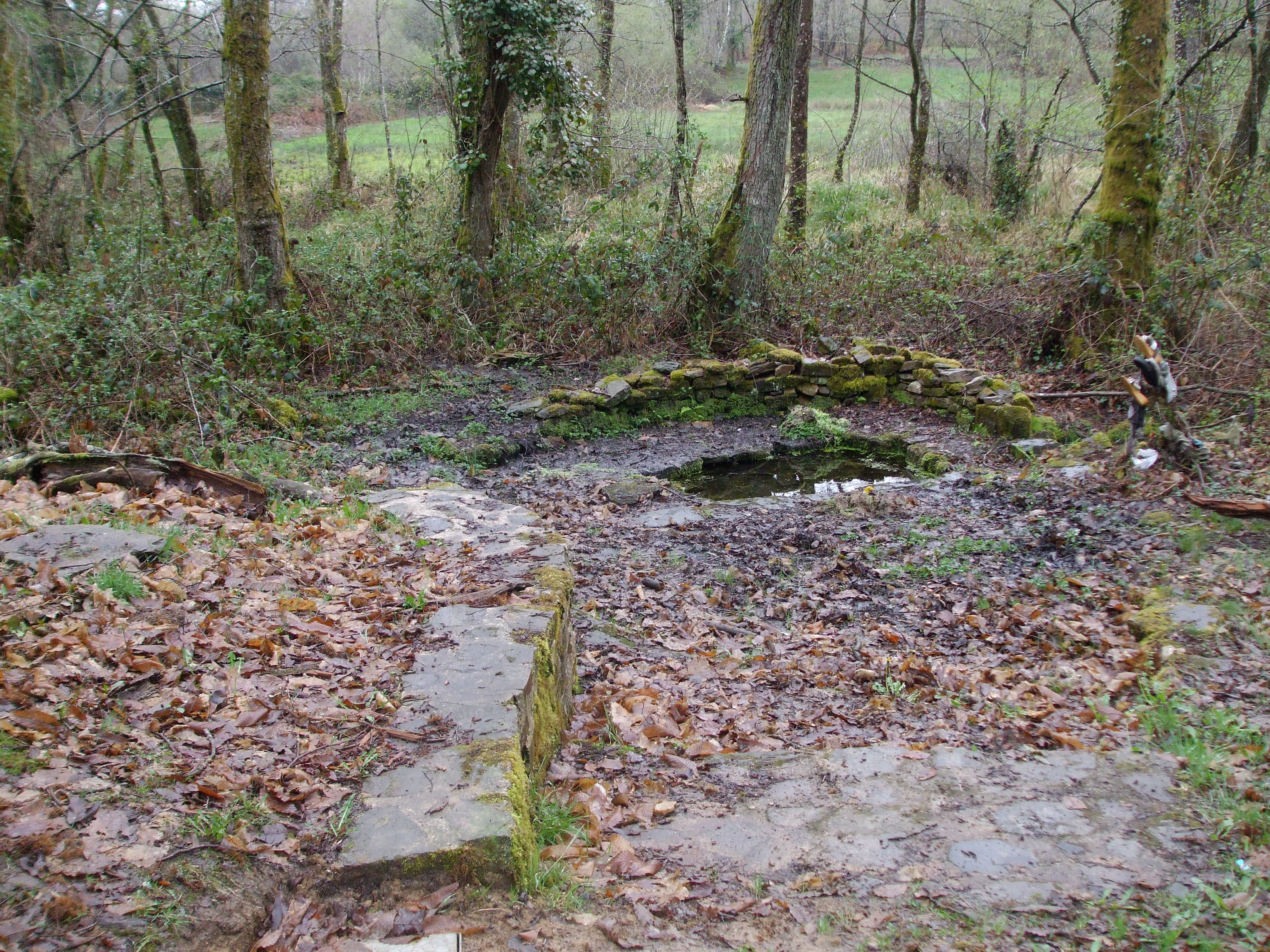
Bonne fontaine de La Mazaurie à Cussac.
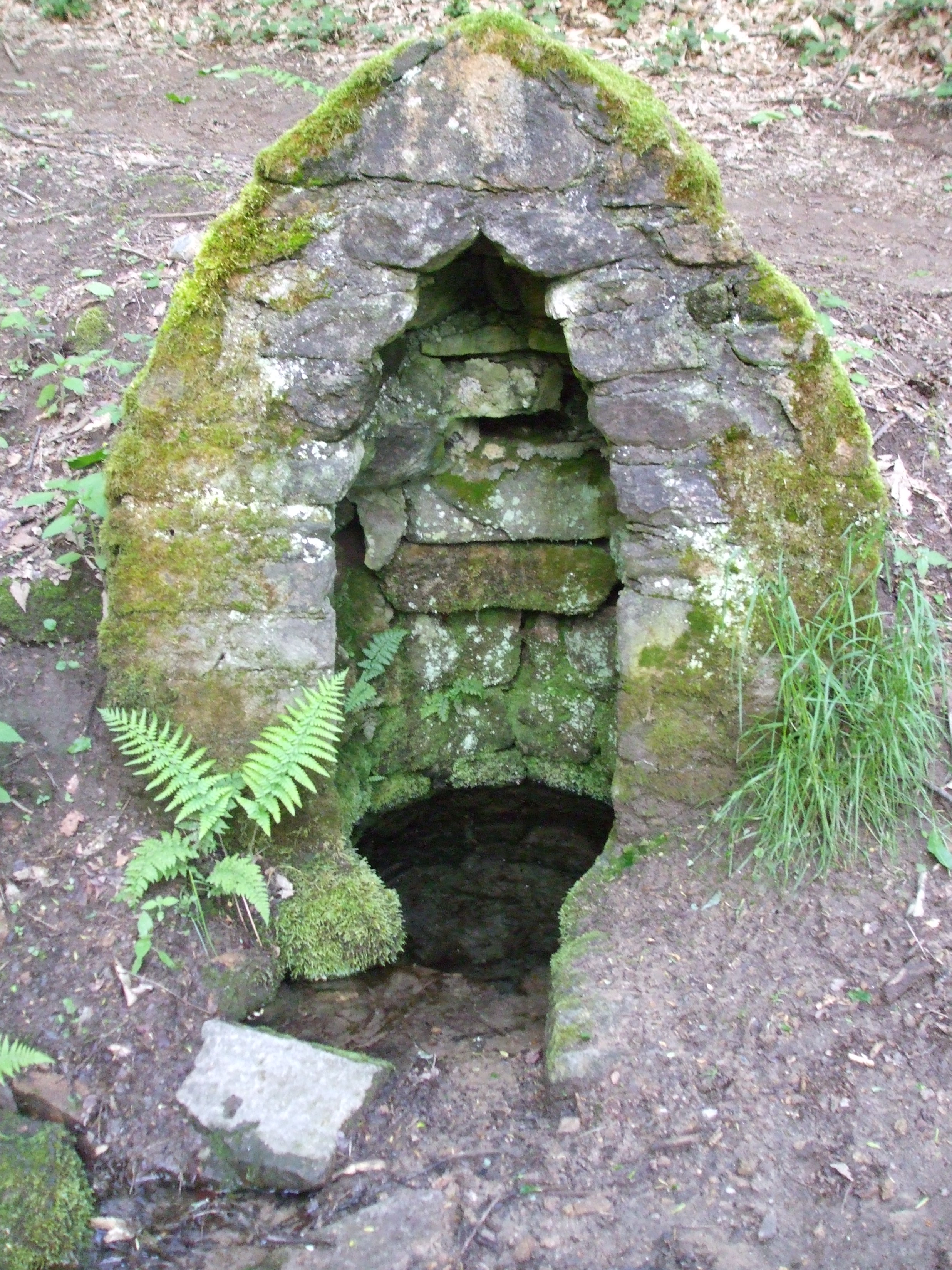
Bonne fontaine 2 de Courbefy à Bussière-Galant.
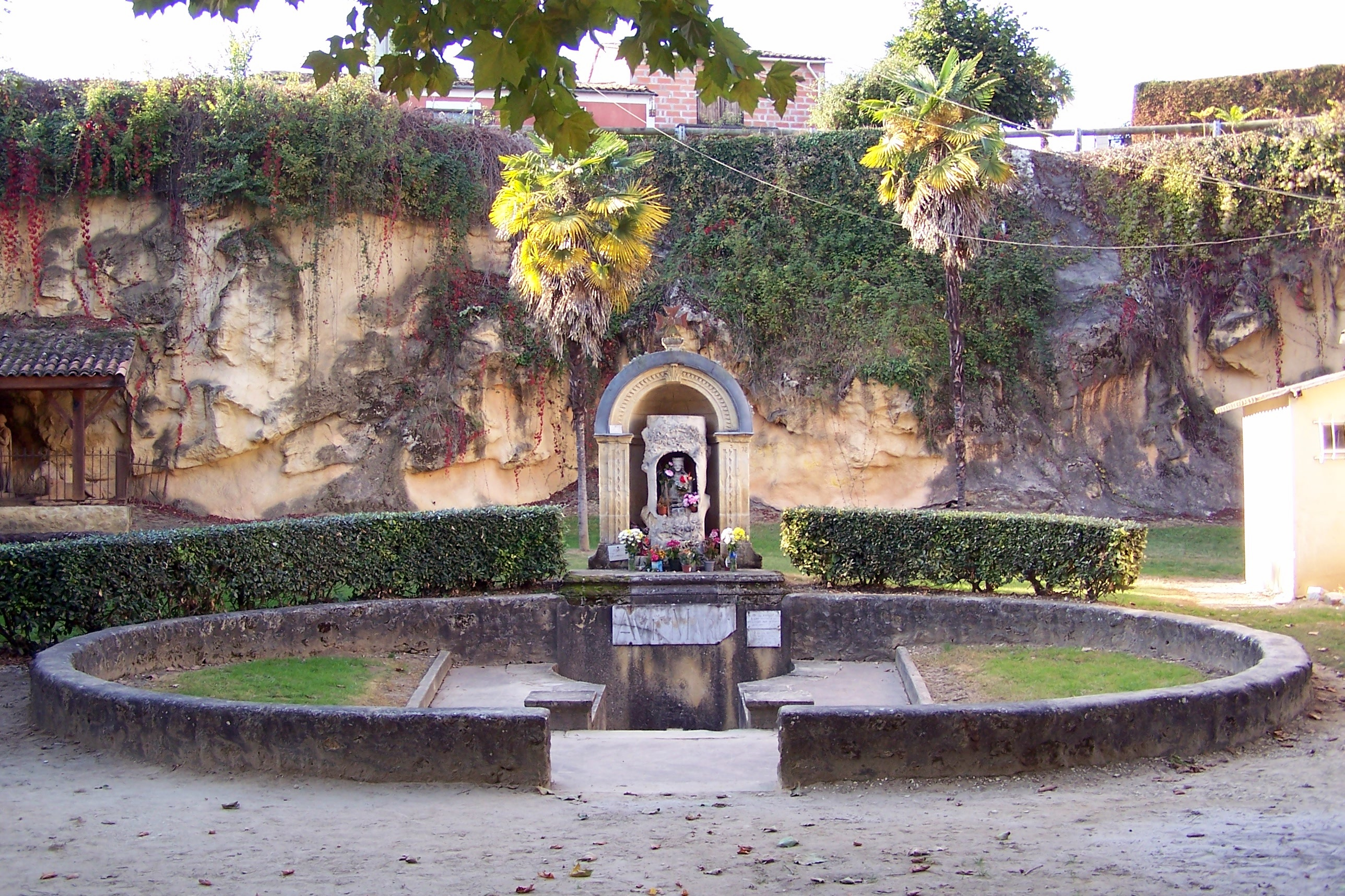
Fontaine votive de Verdelais.
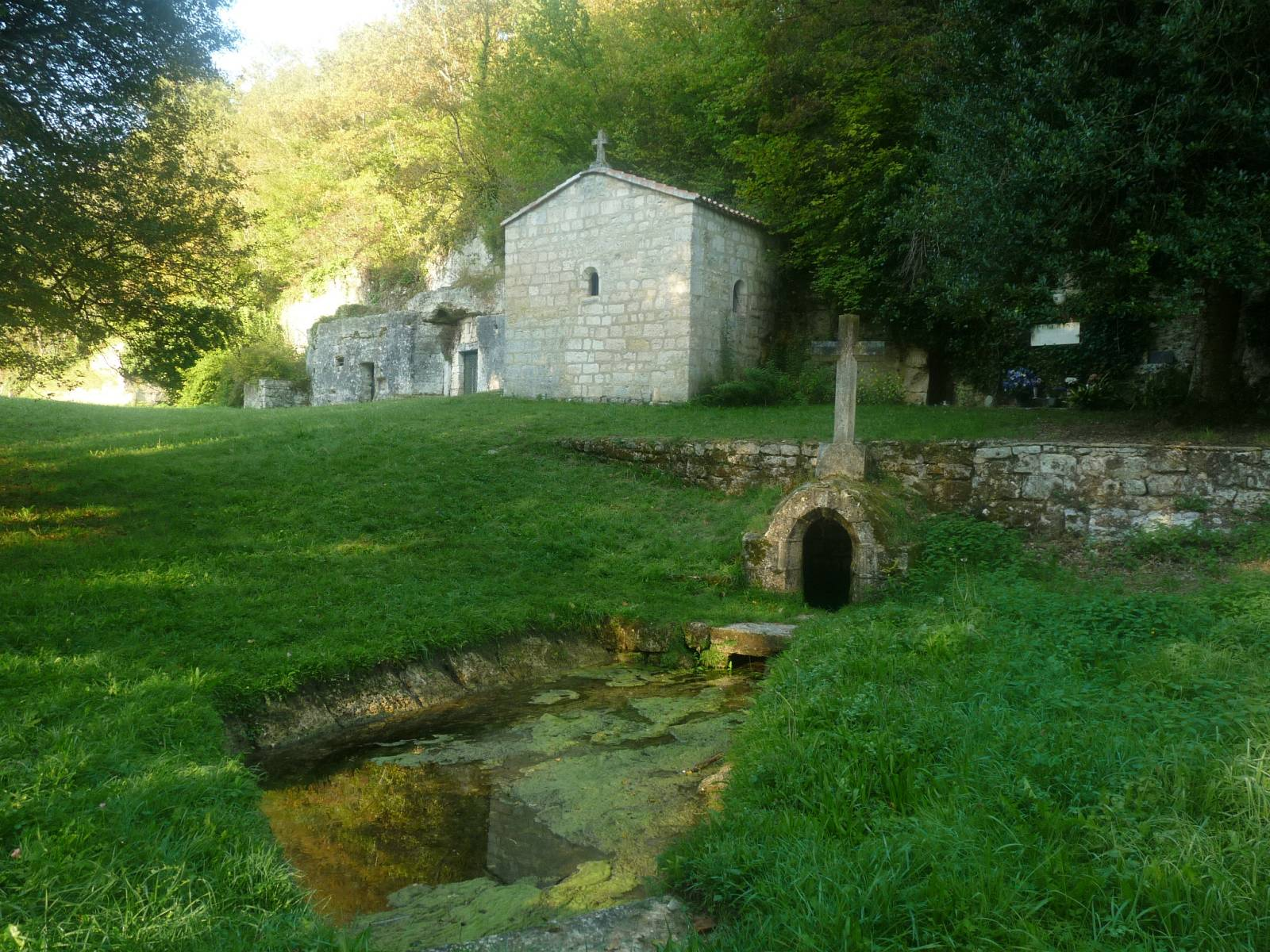
Fontaine miraculeuse de l'ermitage de Notre-Dame de Bellevau à Sers.
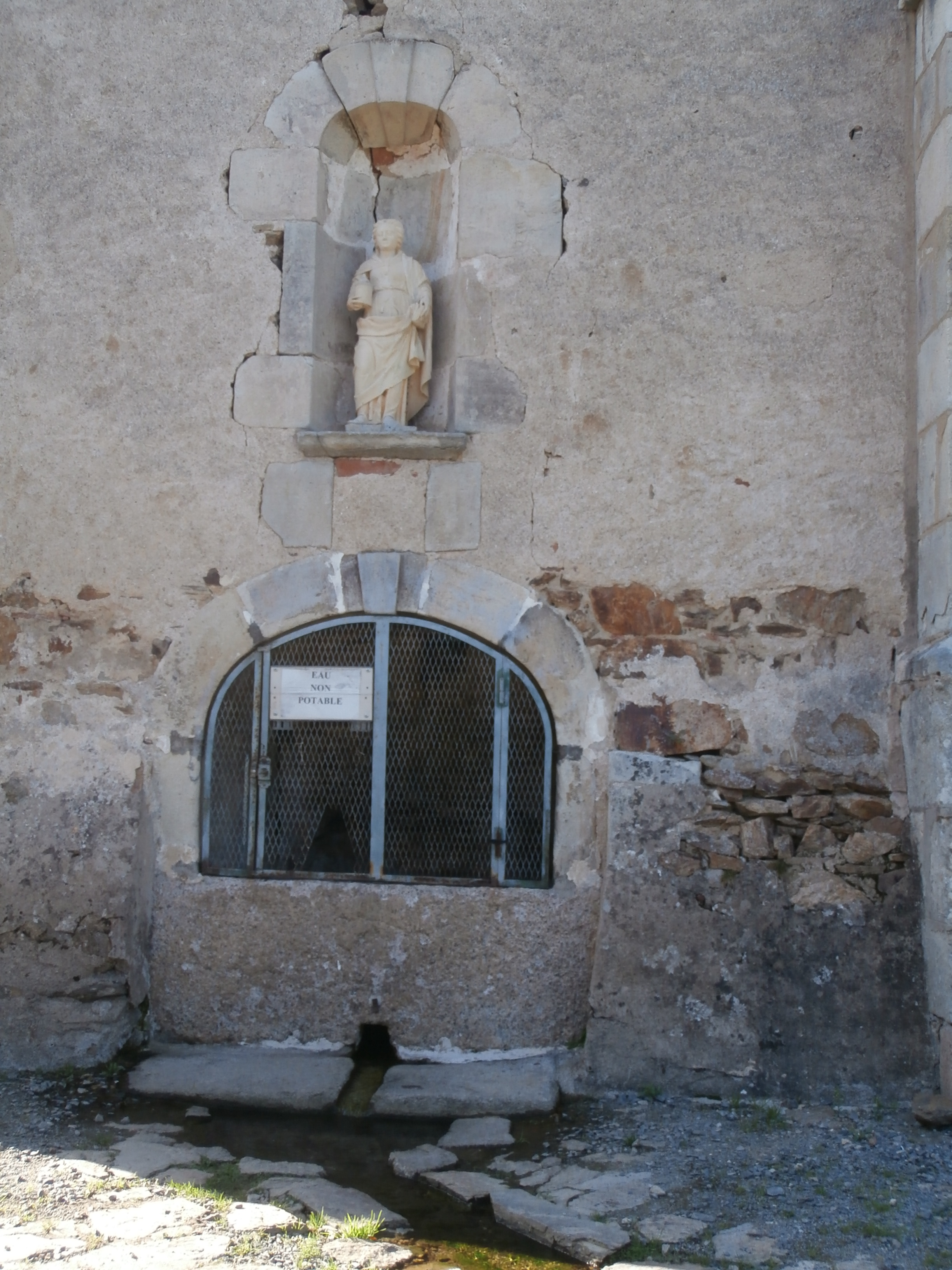
Fontaine de la Chapelle Saint-Rémy de Saint-Sauvier.
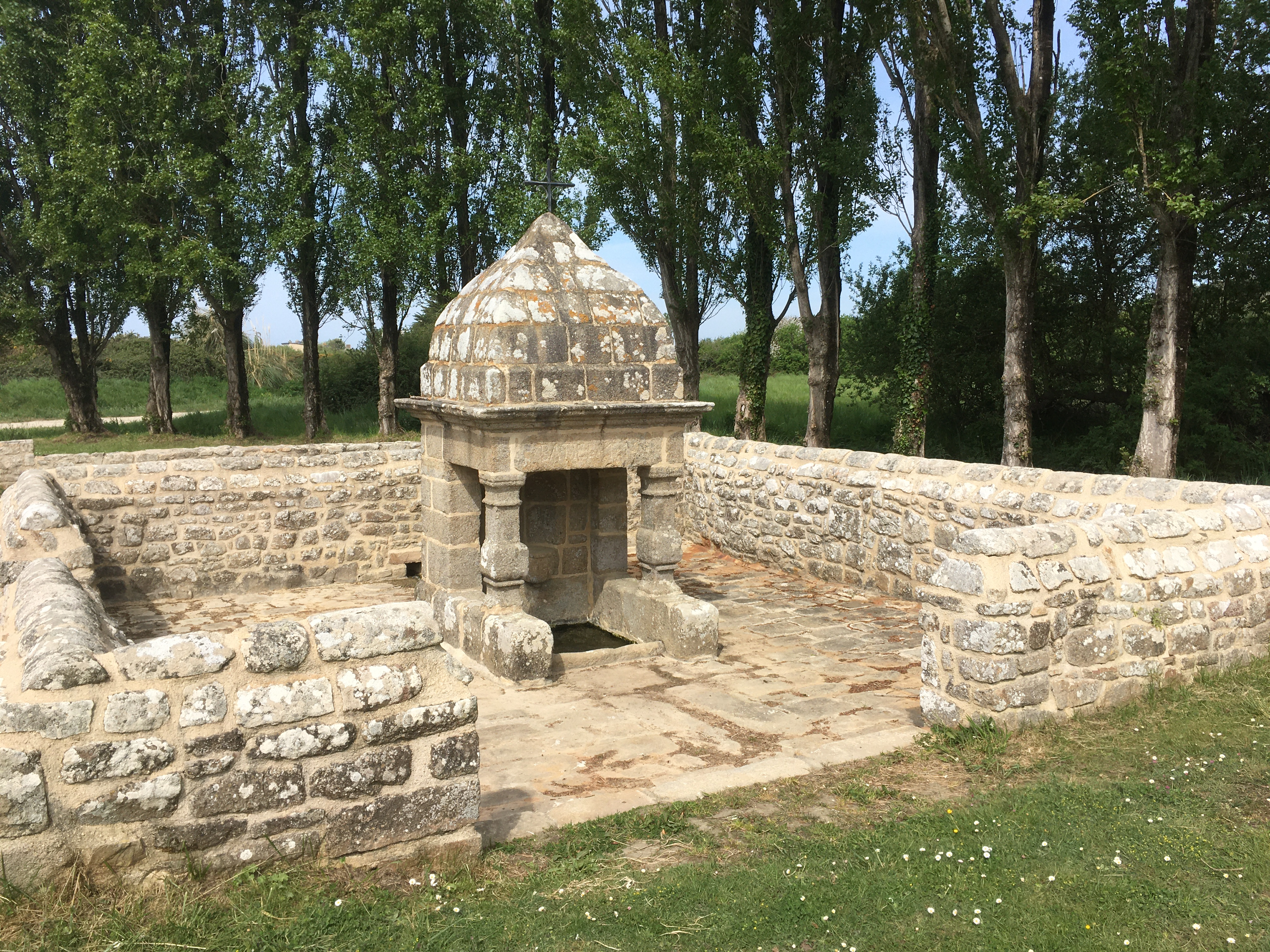
Fontaine de dévotion Saint-Cornély (Kerprat, Plouhinec) bâtie en 1716